# Château-des-Prés
Château-des-Prés là một xã trong vùng hành chính Franche-Comté, thuộc tỉnh Jura, quận Saint-Claude, tổng Saint-Laurent-en-Grandvaux. Tọa độ địa lý của xã là 46° 30' vĩ độ bắc, 05° 53' kinh độ đông. Château-des-Prés nằm trên độ cao trung bình là 942 mét trên mặt nước biển, có điểm thấp nhất là 890 mét và điểm cao nhất là 1080 mét. Xã có diện tích 8.62 km², dân số vào thời điểm 2005 là 172 người; mật độ dân số là 20 người/km².

## Thông tin nhân khẩu
| 1962 | 1968 | 1975 | 1982 | 1990 | 1999 |
| ---- | ---- | ---- | ---- | ---- | ---- |
| 162  | 162  | 141  | 168  | 195  | 166  |

## Địa điểm tham quan
Nhà thờ của Saint-George được xây mới năm 1822.